# Бликсен-Финекке

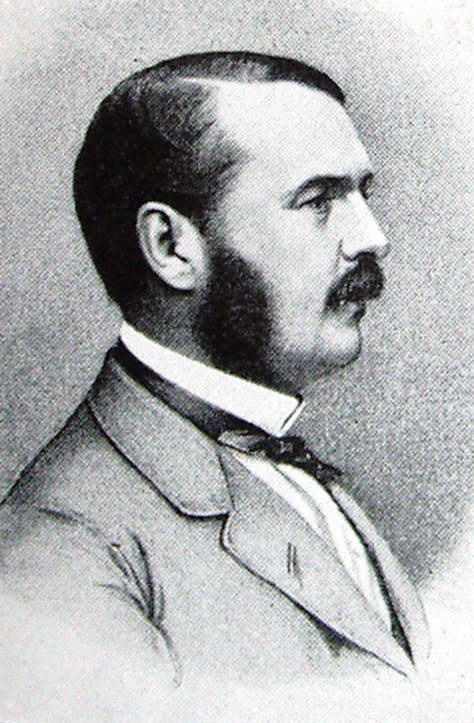
Барон Карл Фредерик Бликсен-Финекке

Бликсен-Финекке (дат. Blixen-Finecke) — старинный датско-шведский дворянский род, происходящий от померанского рода Бликсен, представители которого в XVII веке перебрались в Швецию. В 1723 году они там натурализовались, а в 1772 году были пожалованы баронским титулом.
Шведский генерал Карл Филипп фон Бликсен-Финекке (1750—1829) унаследовал в 1801 году от асессора Верховного суда Теодосиуса Эрнста Фредерика фон Бликсен-Финекке поместье Даллун (Dallund) в приходе Сённерсё (Søndersø), расположенном на севере датского острова Фюн. 29 октября 1802 года он был признан датским бароном с фамилией Бликсен-Финекке. Его внук барон Карл Фредерик Аксель Брор Бликсен-Финекке (1822—1873) был известным датским политиком, членом парламента и министром иностранных дел, а правнук Фредерик Теодор фон Бликсен-Финекке (1847—1919) — гофегермейстером. В 1915 году ему было позволено заменить родовое поместье фидеикомиссным капиталом.

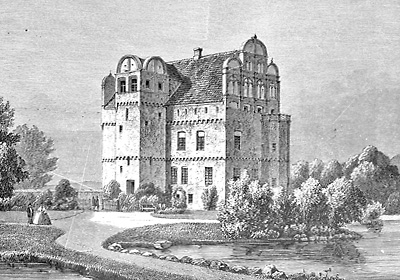
Поместье Хессельагергор

Семья Бликсен-Финекке владела имением Несбюхольм в шведской провинции Сконе, а с 1904 года и по сегодняшний день ей принадлежит поместье Хессельагергор (Hesselagergård) на юго-востоке Фюна.

## Известные представители рода
- Ханс Густав фон Бликсен-Финекке (1886—1917) — обладатель бронзовой медали по конному спорту на Летних Олимпийских играх 1912 года.
- Брор Фредерик фон Бликсен-Финекке (1886—1946) — писатель и охотник, муж датской писательницы Карен Бликсен.
- баронесса Кирстин фон Бликсен-Финекке (швед. Kirstine von Blixen-Finecke‎; род. 1945) — обергофмейстерина Шведского двора.